# Nukleoproteine
Nukleoproteine sind Proteine, die an Nukleinsäuren (DNA oder RNA) binden. Klassische Beispiele für Nukleoproteine sind die DNA-bindenden Proteine wie die Histone, die Protamine, aber auch die Ribonukleoproteine (z. B. das Ribosom, der RNA-induced silencing complex oder die Telomerase) oder das Nukleoprotein (NP) des Influenzavirus. Die Nukleoproteine besitzen an den Bindungsstellen für die Phosphatgruppen der Nukleinsäuren oftmals basische Aminosäuren zum Ladungsausgleich und zur Komplexierung oder saure Aminosäuren, die den Cofaktor Mg2+ binden können. Über das Mg2+ können die Phosphatgruppen der DNA indirekt gebunden werden.
Der Begriff ‚Nukleoproteine‘ (engl. nucleoprotein) ist nicht mit Kernproteinen (englisch nuclear proteins), Proteinen eines Viruskerns innerhalb der Virushülle (engl. core proteins) oder dem Proteinrückgrat eines Glykoproteins (engl. core protein, protein core) zu verwechseln.

## Nukleopeptide
Analog werden Moleküle mit kurzen Aminosäureketten als Nukleopeptide bezeichnet (siehe etwa Schweinegrippe-Impfung §Narkolepsie). Nukleopeptide mit „falscher“ Chiralität (Chemie) des Peptidanteils sind Gegenstand der Xenobiologie.